# سه‌شنبه‌ها و جمعه‌ها
سه‌شنبه‌ها و جمعه‌ها (انگلیسی: Tuesdays and Fridays) یک فیلم کمدی رمانتیک است که کارگردانی آن را تاران‌ویر سینگ برعهده داشت و توسط سانجای لیلا بانسالی و بوشان کومار ساخته شد. این فیلم در روز ۱۸ فوریه ۲۰۲۱ اکران گردید، بازیگران اصلی فیلم انمول دیلو (Anmol Dhillo)، جاتالیکا مالهوترا، نیکی والیا، زوآ مورانی، نایان شوکلا، کامینی خانا، سامی جوناس هینی و ریم شیخ هستند.